# Vols de la mort

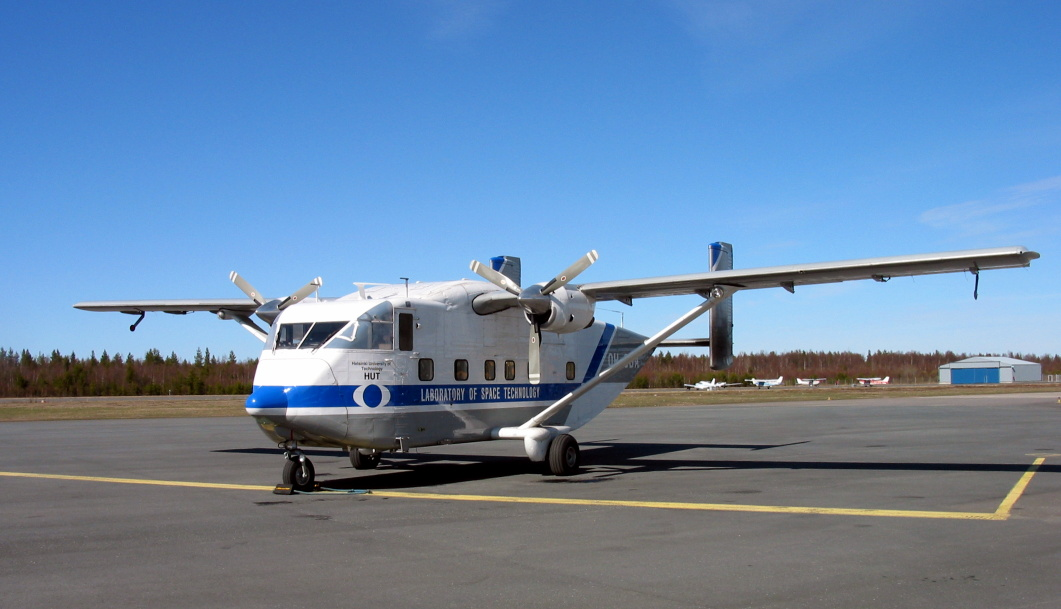
Shorts SC.7 Skyvan de la Préfecture, utilisé pour les vols de la mort

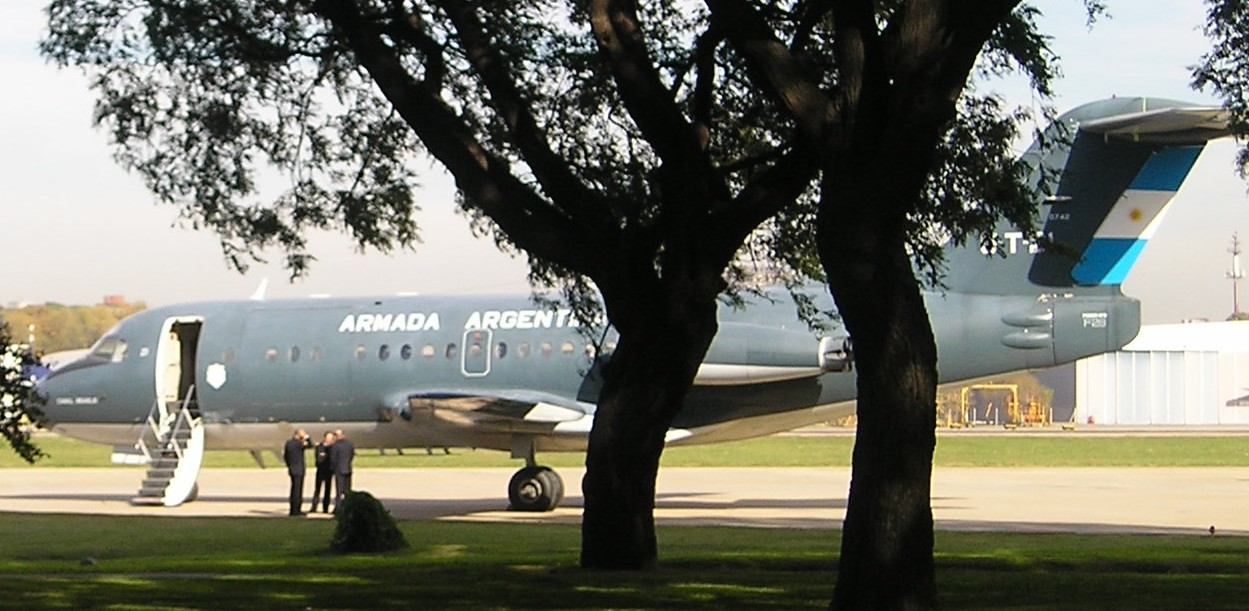
Fokker F 28 de la marine de guerre argentine à l'aéroport militaire d'Aeroparque

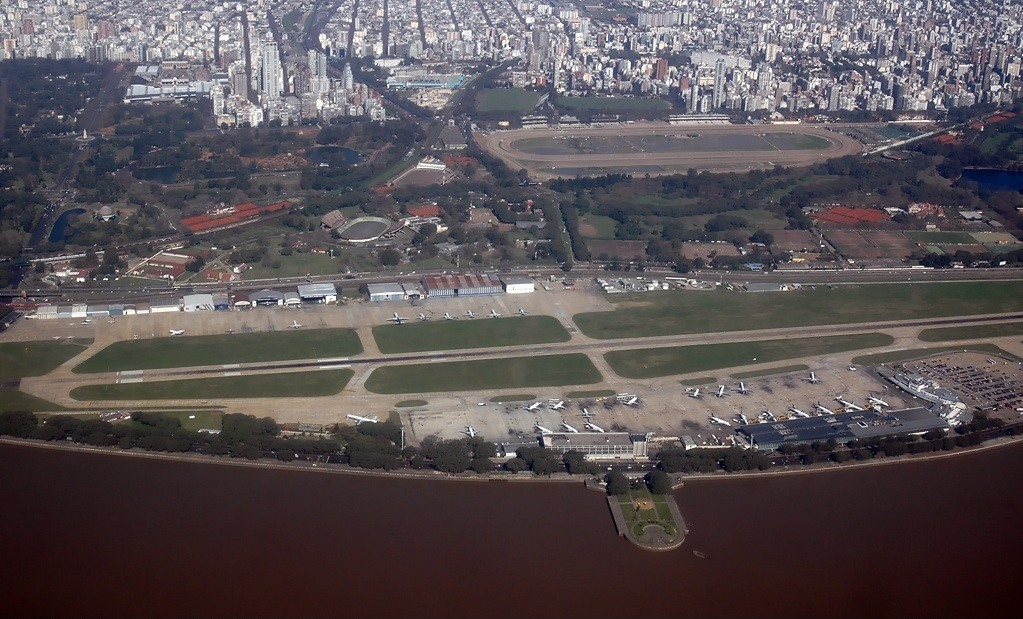
L'aéroport militaire qui se trouve au sud (à gauche) de l'Aeroparque était utilisé pour les vols de la mort

Les vols de la mort sont une forme d'exécution sommaire consistant à jeter la victime depuis un avion ou un hélicoptère. D'abord pratiquée par l'armée française durant les guerres d'Indochine puis d'Algérie (où cette pratique prend le nom de « Crevettes Bigeard »), cette forme de meurtre réapparaît dans divers autres conflits, notamment la guerre sale, sous la dictature militaire en Argentine (1976-1983) : lors de ces vols de la mort (espagnol : vuelos de la muerte), des milliers de desaparecidos furent alors jetés dans l'océan Atlantique vivants et drogués, depuis des avions militaires. La même tactique fut utilisée au Chili de Pinochet, en particulier dans le cadre de l'opération Calle Conferencia de 1976 (des hélicoptères Puma étaient utilisés).
Cette méthode d'exécution peut rappeler la mort de Sthénébée dans le mythe de Bellérophon, ce dernier aurait chargé son coursier céleste Pégase de le faire monter sur son dos et de l'emmener très haut dans le ciel au-dessus de la mer Égée avant de cabrer violemment afin de le désarçonner et ainsi le précipiter à une chute fatale. On dit que des pécheurs retrouvèrent sa dépouille froide gisant sur l'île de Mélos.

## L'apparition de corps dans les années 1970
En 1976, plusieurs corps déchiquetés apparurent sur la côte de l'est de l'Uruguay, des témoins les ayant vus au Cabo Polonio. En 1977, plusieurs autres corps firent leur apparition sur les plages balnéaires de l'Atlantique à Santa Teresita et Mar del Tuyú, à 200 kilomètres au sud de Buenos Aires. Les cadavres furent enterrés rapidement comme inconnus au cimetière du général Lavalle, mais les médecins policiers qui les avaient examinés déclarèrent que la cause de la mort était « un choc contre des objets durs depuis une grande altitude ».

## Le témoignage d'Adolfo Scilingo
En 1995, Adolfo Scilingo, ancien tortionnaire de l'ESMA, a raconté longuement au journaliste Horacio Verbitsky la méthode d'extermination que les bourreaux eux-mêmes appelaient les « vols ». Scilingo, dans son témoignage, détaille le processus : l'utilisation d'injections anesthésiques, le type d'avion (Electra, Skyvan), l'importante participation des officiers, l'utilisation de l'aéroport militaire qui se trouvait à Aeroparque (Buenos Aires)…

« En 1977, j'étais lieutenant de vaisseau affecté à l'ESMA. J'ai participé à deux transferts aériens de subversifs. On leur annonçait qu'ils allaient être transportés dans une prison du sud du pays et que, pour éviter les maladies contagieuses, ils devaient être vaccinés. En fait, on leur injectait un anesthésique à l'ESMA puis une deuxième dose dans l'avion, d'où ils étaient jetés à la mer en plein vol. Il y avait des transferts chaque mercredi. »

— Capitaine Adolfo Scilingo, in El Vuelo d'Horacio Verbitsky, créateur du Centre d'études légales et sociales (CELS), une des organisations argentines de défense des droits de l'homme.
Outre le centre clandestin de détention de l'ESMA, des références existent de cette pratique à l'Olimpo, à la Perla et au Campito (Campo de Mayo). Dans ce dernier, le centre de détention clandestin s'était construit près de l'aéroport pour faciliter le transport des détenus vers les avions. La force aérienne uruguayenne a reconnu en 2005 qu'elle réalisait des vols de la mort en collaboration avec les forces armées argentines (Opération Condor). Scilingo a aussi affirmé devant le juge espagnol Baltasar Garzón que des prisonniers étaient recueillis à la base que la marine de guerre possède à Punto Indio (province de Buenos Aires). Le centre de détention clandestin connu comme la « Quinta de Funes » à Rosario se trouvait à 400 mètres de l'aéroport et il y a des preuves que des détenus y ont été jetés à la mer, dans la zone de la baie de Samborombón.

## L'identification des dépouilles de Mères de la place de mai
En novembre 2004, l'équipe argentine d'anthropologie criminelle découvrit que les restes d'une personne enterrée comme inconnue dans le cimetière du général Lavalle correspondaient à un disparu. Ils se mirent alors à vérifier les registres du cimetière et découvrirent que cette personne et cinq autres avaient été trouvées sur les plages entre les 20 et 29 décembre 1977, soupçonnant alors qu'elles avaient pu être victimes d'un « vol de la mort ». Quelques mois plus tard, il fut établi qu'il s'agissait de corps de mères de la place de Mai disparues : Esther Ballestrino, María Eugenia Ponce, Azucena Villaflor, la militante Angela Auad, et la religieuse française Léonie Duquet. En avril 2006, on espérait aussi retrouver les restes d'Alice Domon, l'autre religieuse française enlevée et torturée dans le même groupe.

## Les procès
Outre Adolfo Scilingo, plusieurs pilotes ont été accusés d'avoir participé à ces « vols de la mort ». En janvier 2010, l'Audiencia Nacional, juridiction suprême de l'Espagne, a autorisé l'extradition de Julio Alberto Poch (es), devenu pilote de ligne commercial pour la compagnie néerlandaise Transavia et qui s'était vanté devant ses collègues d'avoir piloté des « vols de la mort ».